# Taniec lojalności
Taniec lojalności (także: taniec lojalnej postaci; chiń. 忠字舞; pinyin Zhōngzì wǔ) – jedyny oficjalnie dozwolony taniec w okresie rewolucji kulturalnej w Chinach. Polegał na równomiernym stąpaniu i wyrzucaniu rąk w górę.
W ramach zwalczania czterech starych rzeczy zwolennicy radykalnego maoizmu walczyli z wszelkimi przejawami starej kultury chińskiej, w tym operą i tańcem. Zabroniono wykonywania nie tylko tańców tradycyjnych, ale także zachodnich. W zamian stworzono bardzo prosty układ taneczny dla ludu, którego celem było okazanie lojalności wobec Mao Zedonga. 
Taniec wierności wobec cesarza znany był też w dawnej tradycji konfucjańskiej.